# Bitka na Katalunskih poljih
Bitka na Katalunskih poljih, znana tudi kot bitka pri Châlonsu, je potekala 20. junija  451 med združeno vojsko Zahodnega rimskega cesarstva in njegovih zaveznikov pod poveljstvom rimskega generala Flavija Ecija in vizigotskega kralja Teodorika I. in hunsko vojsko pod Atilovim poveljstvom. Bitka je bila ena od zadnjih velikih vojaških operacij Zahodnega rimskega cesarstva, četudi so jedro združene rimske armade tvorili tudi Teodorikovi Vizigoti. Bitka je za Rimljane pomenila strateško zmago, s katero so Hunom preprečili osvojitev Galije. Hune je dokončno uničila združena germanska vojska v bitki pri Nedavi leta 454. 